# 十九道沟河
十九道沟河，位于中华人民共和国吉林省长白朝鲜族自治县马鹿沟镇境内，是鸭绿江右岸支流，发源于马鹿沟镇北部的红头山附近，蜿蜒向南流经二道小沟、老坡口、十九道沟村等村屯，最后于横山林场附近汇入鸭绿江。河长51.1千米，河道平均比降11.2‰，流域面积363平方千米，年均径流量2.19亿立方米。流域内东西两侧分水岭地势险峻，山峦重叠，沟壑纵横。河道弯曲，坡陡流急。河谷两岸为天然次生林，森林覆盖率为86%。河水清澈无污染，是长白县城长白镇的饮用水水源地。长白县与外界的交通要道长白至松江河公路位于该河右岸。十九道沟河河道落差大，水能资源丰富，现已梯级开发了6座水电站，总装机容量21210千瓦，设计年发电量9700万千瓦时。